# Chmielówka (Biskupiec)
Chmielówka (deutsch Chmielowken, 1938 bis 1945 Neumoithienen) ist ein kleiner Ort in der polnischen Woiwodschaft Ermland-Masuren und gehört zur Stadt-und-Land-Gemeinde Biskupiec (Bischofsburg) im Powiat Olsztyński (Kreis Allenstein).

## Geschichte
Chmielowken war ein Vorwerk von Moythienen (1938 bis 1945 Moithienen, polnisch Mojtyny) im ostpreußischen Kreis Ortelsburg und als solches ein Wohnplatz in eben dieser Gemeinde. Im Jahre 1905 zählte er acht Einwohner in einem Wohngebäude. Aus politisch-ideologischen Gründen der Abwehr fremdländisch klingender Ortsnamen wurde Chmielowken am 3. Juni – amtlich bestätigt am 16. Juli – 1938 in „Neumoithienen“ umbenannt.
Mit dem gesamten südlichen Ostpreußen kam der Ort 1945 in Kriegsfolge zu Polen und erhielt die polnische Namensform „Chmielówka“. Heute ist er eine Ortschaft innerhalb der Stadt- und Landgemeinde Biskupiec (Bischofsburg) im Powiat Olsztyński (Kreis Allenstein), bis 1998 der Woiwodschaft Olsztyn, seither der Woiwodschaft Ermland-Masuren zugehörig.

## Kirche
Bis 1945 war Chmielowken resp. Neumoithienen in die evangelische Kirche Kobulten in der Kirchenprovinz Ostpreußen der Kirche der Altpreußischen Union sowie in die katholische Kirche Kobulten im damaligen Bistum Ermland eingepfarrt.
Heute gehört Chmielówka katholischerseits weiterhin zur Pfarrei in Kobułty, die jetzt in das Erzbistum Ermland eingegliedert ist. Die evangelischen Einwohner orientieren sich zur Pfarrei Sorkwity (Sorquitten) in der Diözese Masuren der Evangelisch-Augsburgischen Kirche in Polen.

## Verkehr
Chmielówka liegt abseits vom Verkehrsgeschehen an einer Nebenstraße, die von Kobułty (Kobulten) nach Mojtyny (Moythienen, 1938 bis 1945 Moithienen) führt. Eine Anbindung an den Bahnverkehr besteht nicht.